# Dagger Records
Dagger Records jest amerykańską wytwórnią płytową wydającą oficjalne bootlegi Jimiego Hendriksa. Oferta wydawnictwa skierowana jest do fanów artysty.  Wydawane płyty koncertowe pochodzą z amatorskich nagrań zarejestrowanych podczas koncertów. Studyjne zaś zawierają rzadkie nagrania.

## Wydane płyty
1. Live at the Oakland Coliseum (1998)
2. Live at Clark University (1999)
3. Morning Symphony Ideas (2000)
4. Live in Ottawa (2001)
5. The Baggy’s Rehearsal Sessions (2002)
6. Paris 1967/San Francisco 1968 (2003)
7. Hear My Music (2004)
8. Live at the Isle of Fehmarn (2005)
9. Burning Desire (2006)
10. Live in Paris & Ottawa 1968 (2008)
11. Live at Woburn (2009)
12. Live in Cologne (2012)

## Źródła
- THE DAGGER RECORDS STORY. daggerrecords.com. [dostęp 2021-02-16]. [zarchiwizowane z tego adresu (2021-02-16)]. (ang.).